# Saint-Pabu
Saint-Pabu è un comune francese di 1 974 abitanti situato nel dipartimento del Finistère nella regione della Bretagna.
Il territorio comunale è attraversato dal fiume Aber-Benoît.

## Società

### Evoluzione demografica
Abitanti censiti